# یولیانا (خواننده)
یولیانا (به انگلیسی: Yulianna) با نام کامل یولیا ولادیمیروونا زینوویوا (به انگلیسی: Yuliya Vladimirovna Zinovieva) و نام مستعار جولی کینگ (به انگلیسی: Julie King) (زاده ۲۶ مهٔ ۱۹۸۲) خواننده، ترانه‌سرا، بازیگر، موسیقی‌دان و رقصنده آمریکایی است.